# Key West Golf Club
Key West Golf Club ist ein Stadtviertel von Key West auf der Insel Stock Island in den Florida Keys. 

## Lage
Er befindet sich nördlich des Overseas Highway. Das Wohngebiet mit über 1.000 Bewohnern wird auch als „Coral Hammock Condominiums“ bezeichnet und befindet sich auf dem Golfplatz der Stadt. Das Viertel ist 1,79 km² groß und an drei Seiten vom Meer umgeben.